# Gottsleben
Gott(e)sleben ist ein deutscher Familienname.

## Herkunft
Der mitteldeutsche Familienname Gott(e)sleben/Gottleben lässt sich bis ins späte Mittelalter zurückverfolgen und ist erstmals 1320 mit Hartmannus Goddeleve im ältesten Bürgerbuch der Stadt Hannover quellenmäßig belegt. 1359 finden wir in einer Schlichtungsurkunde zwischen dem Kloster Haina und dem Ritter Gumpracht Vogt (Foid) von Geismar (Geysmar) einen weiteren Hinweis auf den Namen Gott(e)sleben. In der Urkunde verzichtet Ritter Vogt auf Ansprüche der in seinem Gericht Geismar gelegenen Güter, Nutzungen und Rechte des Klosters Haina und dessen Gotteslehen (gotslehin) genannten Leute.
Danach taucht der Name 1434 im Urkundenbuch der Stadt Quedlinburg wieder auf (Thomas van Gotleben, auch eingetragen als Thoman von Goclieb). Siebzig Jahre später finden wir 1503, 1508 und 1516 in den Urkundenbüchern der Klöster von Eschwege einen im obereichsfeldischen Geismar ansässigen Hans Gotzleben (auch Gotslebben und Gottisleben) und 1512 in Allendorf an der Werra den urkundlichen Nachweis eines Claus Gotsleben. 1571 erfolgt die Aufnahme eines Turmwächters (Turmplaser) Hans Gotleben aus Staßfurt (Stasfurt) in den Besoldungsstaat Ludwig des Älteren, Landgraf in Oberhessen. Und 1580 finden wir in den Rechnungsbüchern derer von Boyneburg-Honstein die im eichsfeldischen Motzenrode ansässigen Anna Gotslebin und Melchior Gotsleben.
In den Matrikeln der Universitäten Marburg und Jena wird 1574, 1579 und im Sommersemester 1586 ein Johann(es) Gottsleben (Gotslebius, auch Theobius genannt) geführt. Dieser um 1559/60 in Allendorf an der Werra geborene Johannes Gottsleben hatte an der jungen lutherischen Universität Marburg 1579 sein Theologiestudium mit dem Erwerb des akademischen Grades eines Magister artium abgeschlossen und im Frühjahr 1586 wahrscheinlich einen jungen adligen Herrn oder wohlhabenden Bürgersohn als Hauslehrer und Mentor zum Studium nach Jena begleitet. Ein Jahr später berief Graf Johann VI. von Nassau-Dillenburg Johannes Gottsleben nach Herborn, wo er der erste Leiter (Pädagogearch) des gerade gegründeten Pädagogiums und ordentlicher Professor der Philosophie an der seit 1584 bestehenden calvinistischen Hohen Schule Johannea wurde. In Herborn heiratete Johannes Gottsleben 1589 Anna Maria aus der angesehenen Beamtenfamilie Hoen. Von 1599 bis 1604 war er Prediger am Hof des Grafen Johann VI. in Dillenburg und Inspektor der Kirchen und Schulen der Diözese Dillenburg, danach Pfarrer in Krombach bei Siegen. Sein zweitältester Sohn Johann Bernhard Gottsleben war bis zu seinem und seiner Familie Pesttod 1635 erster Pfarrer in Dillenburg. Der Familienname Gottsleben starb mit ihm in Nassau-Dillenburg aus.
Die Schreibweise Gottleben, die wir bereits seit 1571 durch den Turmwächter Hans Gotleben aus Oberhessen kennen, finden wir 1610 wieder in Lübeck. Der Kaufmann Valentin Gottleben (* um 1580; † 20. Februar 1645 in Lübeck), der auch unter den Namensvarianten Gottlebend, Godtlebent, Godtlevendt, Gudtleventh, Gottleue, Gottleve, Gottlieb und Gottleuens in Dokumenten geführt wird, erwarb 1610 die Bürgerrechte in Lübeck und heiratete am 23. September 1612 in zweiter Ehe Catharina Lütkens (* um 1592 in Lübeck; † in Lübeck). Ihre Söhne Johann (* 8. Januar 1620 in Lübeck; † 15. November 1684 in Riga. Dockmann, Ältermann der Grossen Gilde und Ratsherr) und Gabriel (* 1625 in Lübeck; † 10. August 1673 in Björneborg. Kaufmann und Ratsherr) verließen im Dreißigjährigen Krieg Lübeck und suchten ihr Glück in Riga und Finnland. Johann Gottleben wurde Bürger in Riga und Gabriel Gottleben, nach einem Aufenthalt in Turku (schwed. Åbo), Bürger in Pori (schwed. Björneborg). Die rigaische Linie Gottleben, die 1671 durch Heirat der Catharina Gottleben (* 1653 in Riga; † 1689 in Riga) mit Hans Hinrich Berens (* 23. November 1643 in Rostock; † 10. April 1701 in Riga) die einflussreiche Familie Berens gründete, starb aus, die finnische Linie Gottleben lässt sich noch bis in die Gegenwart verfolgen.
Im 17. Jahrhundert lebte ein Georg Gottleben (* um 1611, † 11. Juli 1671) im Kirchspiel Bornhöved/Holstein. Dort wurde er am 25. August 1661 als neuer Prediger eingeführt. Vorher wirkte er 8 Jahre als Diaconus in Segeberg. Der Name Gottleben ist heute (2014) in Deutschland nicht mehr nachgewiesen.

## Etymologie
Nach den bisherigen Erkenntnissen ist der Name Gott(e)sleben/Gottleben ein Herkunftsname nach dem Ortsnamen Kutzleben, alt Gozzenleber, Kreis Weißensee in Thüringen. Herkunftsnamen nach Ortsnamen sind im Allgemeinen zu den Namen derjenigen Orte – heute bisweilen Wüstungen – gebildet, aus denen die betreffenden Personen zugezogen sind. Der Ortsname Kutzleben wie auch der gleich lautende Name des Adelsgeschlechtes von Kutzleben leitet sich ab von dem Eigennamen Chuzzo. Der Namensteil -leben (lev = Erbe, Hinterlassenschaft) kommt immer im Zusammenhang mit Eigennamen vor und bedeutet Erbhof oder Sitz des jeweiligen Vornamenträgers. Der vordere Namensteil des Familiennamens Gott(e)sleben/Gottleben könnte sich auch auf die Sippe eines Grundherren beziehen. Der Namensteil -leben (althochdeutsch leiba, niederdeutsch -lev(e), -loff und nordisch -lev, -löf) gehört zu den häufigsten Bestandteilen deutscher Ortsnamen, besonders dicht im Nordteil von Alt-Thüringen.
Rudolf Zoder nennt als weiteren Ortsnamen Gottleuba, Kreis Pirna in Sachsen und Max Gottschald einen wohl untergegangenen Ort Kurzleben, alt Cortlever.
Wir finden den Namen Gott(e)sleben bis ins 19. Jahrhundert vorwiegend im Eichsfeld, im nördlichen Hessen und im südlichen Niedersachsen.
Auszuschließen ist die Vermutung, der Name Gott(e)sleben/Gottleben ließe sich ableiten von der Eigenschaft „ein gottgefälliges Leben führen“.

## Schreibweise
Im Laufe der Jahrhunderte hat sich die Schreibweise des Namens Gott(e)sleben mehrfach verändert. Aufgespürt wurden bislang die Namensformen Goddeleve (auch Godeleve), Gottleve, van Gotleben (auch von Goclieb), Gottsleb, Gotslebius (latinisierte Form von Gottsleben, auch Theobius), Gotsleben, Gotslebben, Gotzleben, Gottisleben, Gottlebe und Gottleben.

## Biografien von Trägern des NamensGott(e)sleben
- Leo Gottesleben (1909–1983), deutscher Politiker der CDU
- Johannes Gottsleben (um 1559/60–1612), Magister, Professor und evangelischer Theologe im Zeitalter der Reformation
- Johann Bernhard Gottsleben (um 1595–1635), evangelischer Geistlicher in Frohnhausen und Dillenburg
- Joseph Gottsleben (1822–1888), deutscher Buchdruckereibesitzer und Zeitungsverleger
- Ludwig Gottsleben (1836–1911), österreichischer Schauspieler und Schriftsteller